# Себрейро, Мария ду
Мария ду Себрейро (галис. и исп. María do Cebreiro; род. 5 июля 1976 года, Сантьяго-де-Компостела, Испанское государство) — испанская писательница и поэтесса, пишущая на галисийском языке, переводчик.

## Биография
Родилась 5 июля 1976 года в Сантьяго-де-Компостела в семье писателей Элены Вильяр-Жанейро и Хесуса Рабаде-Паредес. После неё у родителей родился младший брат писательницы — музыкант Абе Рабаде. В 1998 году Собрейро окончила факультет испанской филологии в университете Сантьяго-де-Компостела. Защитила докторскую степень в области литературоведения. Является научным сотрудником и преподавателем филологического факультета в университете Сантьяго-де-Компостела.
В 1998 году была издана первая книга поэтессы — сборник стихов «Зеркальный стадион» (галис. O estadio do espello). За свои книги она была удостоена ряда премий: сборник «Мы, неудачники» (галис. Nós, as inadaptadas) — Вторая премия Эскьо в 2001 году, сборник «Не желаю вам знать стихи» (галис. Non queres que o poema te coñeza) — Вторая премия Кайханова в 2003 году. Собрейро также является автором поэтических сборников «Китайский район» (галис. O barrio das chinesas, 2005) «Полусферы» (галис. Os hemisferios, 2006), «Четвертая осень» (галис. Cuarto de outono, 2008), «Я не отсюда» (галис. Non son de aquí, 2008) «Невиновные» (галис. Os inocentes, 2014) и «Пустыни» (галис. O deserto, 2015). Последний сборник в 2015 году получил премию Критика-Галега за лучший поэтический сборник.
В 2004 году Собрейро была удостоена премии Дамасо Алонсоде за научную работу «Антология поэзии Галисии и Каталонии» (галис. As antoloxías de poesía en Galicia e Cataluña). Эта книга стала продолжением исследований, которые она проводила во время защиты докторской диссертации. В ней большое внимание автор уделила развитию современной поэзии на галисийском и каталанском языках. В 2005 году Собрейра опубликовала эссе «Треть женщины» (галис. As terceiras mulleres), в котором описала новые способы понимания представления женской субъективности и художественных произведений, написанных женщинами. В 2011 году в другом эссе «Главное непроизносимо. Поэзия и фантазм» (галис. Fogar impronunciable. Poesía e pantasma), она исследовала проблему исчезновения литературы, как средства исторического повествования.
Собрейро курировала издание в 2001—2002 годах «Поэзии, или Великого чуда мира» (галис. A poesía é o gran milagre do mundo) — сборника современной галисийской поэзии в переводе на английский язык и «Чёрных дам» (галис. Damas negras) — антологии женских песен в переводе на галисийский язык.

## Ссылка
- María do Cebreiro  (исп.)
- María do Cebreiro  (галис.)
- Galicia, mujeres poeta (I) María do Cebreiro   (исп.)
- As escollas electivas. María do Cebreiro  (исп.)